# Brigitte Chamak
Pour les articles homonymes, voir Chamak.
Brigitte Chamak est une chercheuse française en sociologie et histoire des sciences à l’université Paris-Descartes au CERMES3.  

## Biographie
Brigitte Chamak a une double formation : une première formation en biochimie et neurobiologie (doctorat en neurobiologie, 1989) et une deuxième formation en sociologie, épistémologie et histoire des sciences et des techniques (doctorat en 1997), Ses recherches en neurobiologie étaient axées sur le développement du système nerveux central, le rôle de la matrice extracellulaire et des cellules microgliales (sous la direction de Michel Mallat), dans le laboratoire du Pr Glowinski au Collège de France de 1984 à 1994. 
Ses recherches en sociologie et histoire des sciences, de 1994 à 2019 ont porté, jusqu’en 2002, sur l’émergence des sciences cognitives en France, les encéphalopathies spongiformes, la cancérologie entre les deux guerres et le rôle d’Antoine Lacassagne. Après 2002, dans le laboratoire dirigé par Alain Ehrenberg, elle a débuté des recherches en sociologie sur les transformations des représentations de l’autisme et de ses modes d’accompagnement, la dynamique historique des associations de parents d’enfants autistes et d’associations de personnes autistes, et l’émergence du concept de la neurodiversité. 
De 2009 à 2013, elle a été responsable scientifique du projet « Vie sociale des neurosciences : le rôle des associations de patients » de l’Agence nationale de la recherche, elle est connue pour ses travaux qui portent notamment sur les neurosciences et le domaine de l'autisme,.

## Publications (liste sélective)
Brigitte Chamak a publié de nombreux articles de revues ainsi que des ouvrages :
- Le Groupe des Dix ou les avatars des rapports entre science et politique, Paris, Les Éditions du Rocher, 1997, 351 p.[11],[12]
- Étude de la construction d'un nouveau domaine : les sciences cognitives : le cas français, Paris, 1997
- Cent Ans de recherches en cancérologie : le rôle d'Antoine Lacassagne (1884-1971), Paris, Glyphe, 2011[13]
- Brigitte Chamak (dir.) et Baptiste Moutaud, Neurosciences et société : enjeux des savoirs et pratiques sur le cerveau, Paris, Éditions Armand Colin, 2014
- Brigitte Chamak, Controverses sur l'autisme : décrypter pour dépasser les antagonismes, Érès, 4 mars 2021, 134 p. (ISBN 978-2-7492-6994-8, DOI 10.3917/eres.chama.2021.0 1, lire en ligne)